# Caleidoscopio (serie de televisión)
Caleidoscopio (Kaleidoscope) es una serie americana, un drama de robos creado por Eric García. Fue estrenada en Netflix el 1 de enero del 2023. 
La serie de antología consta de ocho episodios.Se centra en el ladrón Leo Pap (Giancarlo Esposito) y su equipo, que intentan llevar a cabo un épico atraco por el valor de 7 mil millones de dólares. Sin embargo, la traición, la codicia y otras amenazas socavan sus planes. Se trata de una serie única por su orden barajado: la narración está construida de forma que el espectador tenga el poder de elegir en que orden visualizar los episodios.

## Reparto y personajes

### Personajes Principales
- Giancarlo Esposito como Leo Pap (Ray Vernon), un criminal de carrera y líder de su equipo de atracadores, cuyo objetivo es robar la bóveda de SLS.
- Paz Vega como Ava Mercer, una abogada, la compañera más cercana a Leo y la especialista en armas del equipo.
- Rufus Sewell como Roger Salas (Graham Davies), anterior cómplice de Leo y actual director ejecutivo de SLS, la empresa de seguridad corporativa y objetivo del atraco.
- Tati Gabrielle como Hannah Kim (née Vernon), la hija de Leo, embarazada, que trabaja como jefa de seguridad digital en SLS. La joven Hannah Vernon es interpretada por Austin Elle Fisher.
- Peter Mark Kendall como Stan Loomis, el anterior compañero de celda de Leo, y el actual contrabandista del equipo de atraco.
- Rosaline Elbay como Judy Goodwin (née Strauss), la expareja de Stan y especialista en explosivos del equipo de atraco de Leo.
- Jai Courtney como Bob Goodwin, el marido de Judy y el ladrón especialista en desvalijar cajas fuertes del equipo de Leo.

- Jordan Mendoza como RJ, miembro del equipo e ingeniero, mecánico, personalizador de vehículos y conductor autodidacta.
- Niousha Noor como Nazan Abassi, agente del FBI que investiga al equipo de Leo.

## Episodios
Cada uno de los ocho episodios puede ser visto en el orden que escoja el espectador, ya que la serie no fue pensada para que se viese en un orden determinado explícitamente. Cada episodio está situado en un momento cronológico distinto, abarcando desde veinticuatro años antes del atraco hasta seis meses después. Cada episodio está nombrado tras un color, que se relaciona claramente con el elemento principal de ese episodio en particular. "Black", el episodio introductorio, explica el concepto de la serie. 
Los episodios están enumerados en el orden en que aparecen en la "página Tudum" de Netflix. 
| Título                                  | Director        | Guionista                     | Fecha de lanzamiento original |
| --------------------------------------- | --------------- | ----------------------------- | ----------------------------- |
| "Amarillo" (6 semanas antes del atraco) | Everardo Gout   | Eric Garcia                   | 1 de enero de 2023            |
| "Verde" (7 años antes del atraco)       | Robert Townsend | Evan Endicott y Josh Stoddard | 1 de enero de 2023            |
| "Azul" (5 días antes del atraco)        | Everardo Gout   | Garrett Lerner                | 1 de enero de 2023            |
| "Naranja" (3 semanas antes del atraco)  | Mairzee Almas   | Kate Barnow                   | 1 de enero de 2023            |
| "Violeta" (24 años antes del atraco)    | Robert Townsend | Ning Zhou                     | 1 de enero de 2023            |
| "Rojo" (la mañana después del atraco)   | Russell Fine    | Eric Garcia                   | 1 de enero de 2023            |
| "Rosa" (6 meses después del atraco)     | Mairzee Almas   | Kalen Egan                    | 1 de enero de 2023            |
| "Blanco" (durante el atraco)            | Russell Fine    | Eric Garcia                   | 1 de enero de 2023            |

## Producción

### Desarrollo
El 16 de septiembre de 2021, se reveló que Netflix le había dado un pedido de ocho episodios a una serie entonces llamada "Jigsaw" (rompecabezas, en inglés), que finalmente fue renombrada a Caleidoscopio. Eric García se desempeña como creador, escritor y productor ejecutivo, junto con Ridley Scott, David W. Zucker, Jordan Sheehan, Fred Berger, Brian Kavanaugh-Jones, Justin Levy y Russell Fine. La serie fue producida por Scott Free Productions y Automatik Entertainment. Evardo Gout y Maizee Almas dirigieron dos episodios respectivamente. La serie está estructurada en un orden no lineal, en el que los espectadores pueden elegir en qué orden ven los episodios previos al final.

### Casting
Junto al anuncio de la serie, se eligieron a Giancarlo Esposito, Paz Vega, Rufus Sewell, Tati Gabrielle, Peter Mark Kendall, Rosaline Elbay, y Jai Courtney.

### Rodaje
El rodaje comenzó en Netflix Studios en Bushwick, Brooklyn el 1 de septiembre de 2021. Es la primera producción en el estudio Bushwick.El rodaje también tuvo lugar en 28 Liberty, en el distrito financiero de Manhattan, y la filmación concluyó el 16 de marzo de 2022.

## Estreno
La serie obtuvo su título oficial de Caleidoscopio en noviembre de 2022, habiendo fijado su fecha de estreno día 1 de enero de 2023. 
Netflix publicó en Twitter sugerencias de diferentes órdenes en los que los espectadores podrían visualizar la serie. Por ejemplo, como una película de Quentin Tarantino, haciendo referencia a películas suyas, como Pulp Fiction, que no siguen un orden cronológico lineal; o como una clásica historia de detectives. El enfoque de Netflix de visualizar los siete primeros episodios en cualquier orden, seguidos por el episodio "Blanco" que tiene lugar durante el atraco, permite 5.040 (7!) permutaciones. Ver todos los episodios (incluido "Blanco") en cualquier orden permite un total de 40,320 (8!) permutaciones. Sin embargo, Dais Johnston de Inverse notó que los órdenes recomendados por Netflix siempre terminaban con "Rojo" y "Rosa" antes que "Blanco", lo que sugiere 120 (5!) permutaciones.